# Wałerij Szwediuk
Wałerij Samojłowycz Szwediuk, ukr. Валерій Самойлович Шведюк, ros. Валерий Самойлович Шведюк, Walerij Samojłowicz Szwiediuk (ur. 13 kwietnia 1946, w obwodzie tulskim, Ukraińska SRR, zm. 18 września 2020) – ukraiński piłkarz, grający na pozycji obrońcy lub pomocnika, trener piłkarski.

## Kariera piłkarska
Wychowanek Szkoły Sportowej w Bachczyseraju. W 1966 rozpoczął karierę piłkarską w wojskowej drużynie SKA Odessa. W 1969 został piłkarzem Tawrii Symferopol. Latem 1972 przeniósł się do Awanhardu Sewastopol, w którym zakończył karierę piłkarza w roku 1973.

## Kariera trenerska
Po zakończeniu kariery piłkarza rozpoczął pracę szkoleniowca. Najpierw szkolił dzieci w Szkole Sportowej w Symferopolu. Na początku 1995 dołączył do sztabu szkoleniowego Tawrii Symferopol, w którym pomagał trenerom Witalijowi Szałyczewu (do 25 maja 1995), Serhijowi Szewczenku (od sierpnia 1996), Mykołowi Pawłowu (do maja 1997) oraz dwukrotnie Iwanowi Bałanu (w lipcu-sierpniu 1996 oraz w do lata 1998). Od 12 maja 1997 do końca 1997 pełnił obowiązki głównego trenera Tawrii. Równolegle z pracą w Tawrii od października 1996 roku do maja 1997 roku prowadził reprezentację Ukrainy do lat 16, z którą awansował do Juniorskich Mistrzostw Europy w 1997 roku, gdzie jednak występy ukraińskich piłkarzy były nieudane - tylko 3 punkty i 3 miejsce w grupie przed Polską. W 2001 stał na czele klubu Dynamo Symferopol. W 2003 pracował w Szkole Olimpijskich Rezerw w Krasnolissia.

## Sukcesy i odznaczenia

### Sukcesy piłkarskie
SKA Odessa
- brązowy medalista Pierwoj ligi ZSRR: 1968 (I podgrupa 2 Grupy Klasy A)

Tawrija Symferopol
- wicemistrz Ukraińskiej SRR: 1970
- brązowy medalista Mistrzostw Ukraińskiej SRR: 1972
- wicemistrz Wtoroj ligi ZSRR: 1970

### Odznaczenia
- tytuł Zasłużonego Trenera Ukrainy